# Penthouse (casa)
Un àtico penthouse és un apartament o unitat a la planta superior d'un edifici d'apartaments, condomini, hotel o torre. Els penthouses es diferencien d'altres apartaments per característiques de luxe.
El terme "penthouse" es referia originalment, i de vegades encara fa referència, a una "casa" més petita separada que es va construir al terrat d'un edifici d'apartaments. Arquitectònicament es refereix específicament a una estructura a la teulada d'un edifici que es troba enrere dels seus murs exteriors. Aquestes estructures no han d'ocupar tota la coberta del terrat. Recentment, els edificis d'apartaments de gran alçada de luxe han començat a designar diverses unitats a tot el pis residencial superior o a diversos pisos residencials superiors, inclòs el pis superior, com a apartaments àtics, i equipar-los per incloure accessoris, acabats i dissenys d'ultra luxe que són diferents dels totes les altres plantes residencials de l'edifici. Aquests àtics no solen estar allunyats de les parets exteriors de l'edifici, sinó que es troben a ras de la resta de l'edifici i simplement difereixen en grandària, luxe i, per tant, preu.

## Desenvolupament

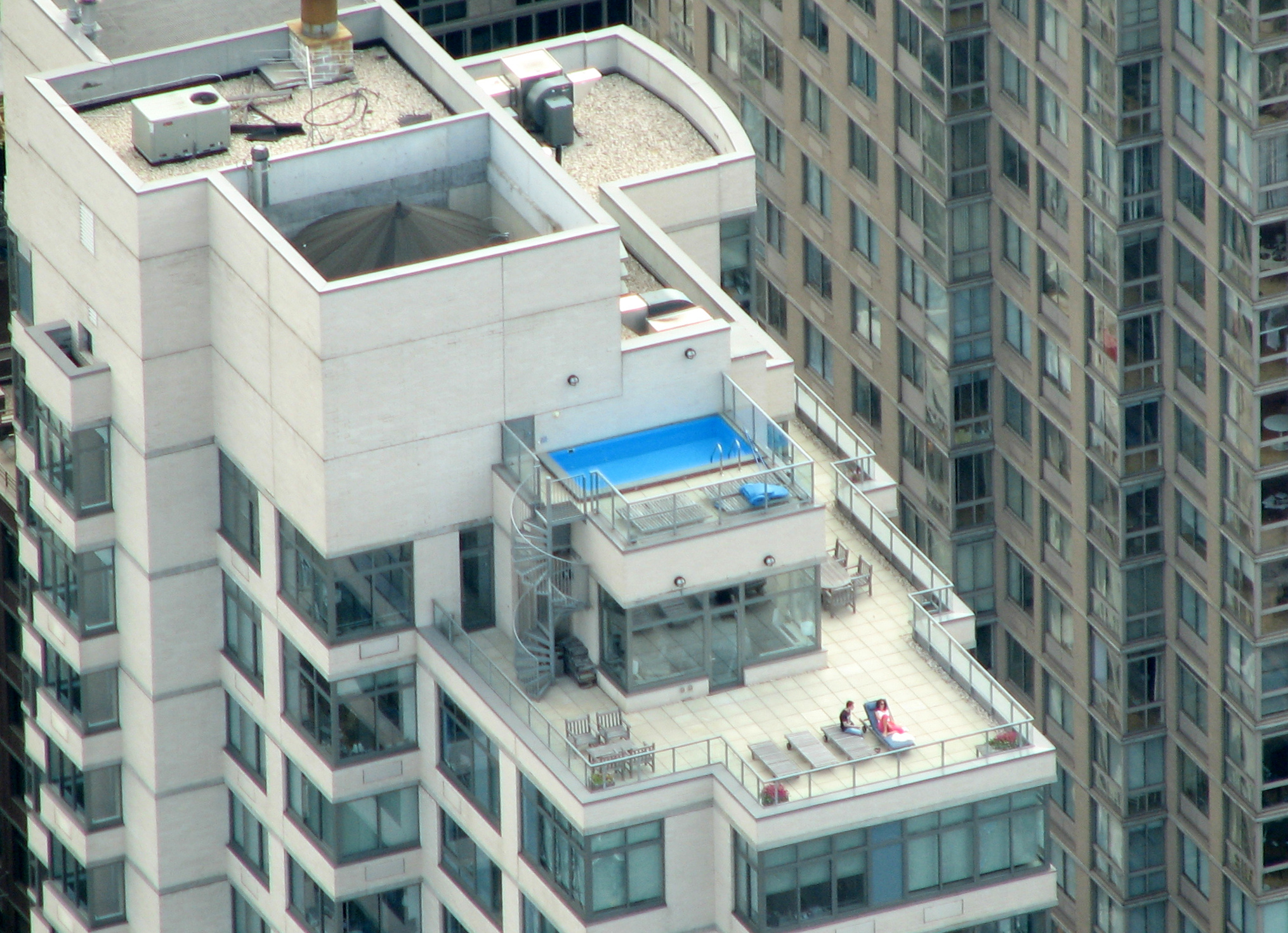
Un penthouse de Manhattan amb piscina, vist des de la plataforma d'observació de l'Empire State Building.

L'àtic de luxe es va desenvolupar com una forma independent d'arquitectura urbana des de principis de l'segle xx. En relació amb això va estar la difusió de l'ascensor elèctric, que ara permetia un accés còmode a l'últim pis dels edificis de gran alçada. Mentre que al primer o segon pis de les cases adossades abans hi havia els apartaments més elegants ia les golfes sota la teulada s'allotjaven simples apartaments per al servei, ara resulta atractiu l'establiment d'apartaments exclusius a l'últim pis. El precursor arquitectònic és el pis de l'àtic, un darrer pis superior sobre el sostre i la cornisa, que sovint era més baix i tenia finestres més petites que els pisos inferiors.
Un exemple d'arquitectura constructivista és l'apartament de Nikolai Milyutin a la Casa Comunal de Narkomfin, construït el 1928 pels arquitectes Moissei Ginsburg i Ignati Milinis.
Els àtics luxosament moblats de les dècades del 1940 i el 1950 tenien sovint el seu propi ascensor i es caracteritzaven pel seu mobiliari especial. El terrat, que també es pot equipar amb una piscina o un jardí al terrat, sol oferir una vista panoràmica de la ciutat. Atès que la contaminació de l'aire va augmentar a causa de l'augment massiu del trànsit d'automòbils al centre de la ciutat a partir de mitjans del segle xx, l'àtic a gran altura amb el seu aire més fresc oferia un altre avantatge .
Dissenyada per Le Corbusier el 1952 a partir de la seva idea d'«unitat d'habitatge» (Unité d'Habitation), la Cité Radieuse de Marsella va ser concebuda com un districte urbà vertical i concentrat , amb tots els equipaments necessaris per a la vida i les activitats de lleure. Al terrat de la Cité Radieuse, les «instal·lacions d'habitatge successives» (prolongements du logis) que eren compartides per tots els residents estaven (i encara hi són, amb usos en part diferents) allotjades en estructures tipus àtic de luxe, inclosa una guarderia amb zona exterior, piscina, gimnàs, poliesportiu, solàrium i zones comunes.
Els dissenyadors i arquitectes europeus van reconèixer des de fa temps el potencial de crear espais habitables que poguessin fer ús de terrats i aquests contratemps. Els àtics van aparèixer per primera vegada a les ciutats dels Estats Units a la dècada de 1920 amb l'explotació dels espais del terrat per a propietats de luxe. El primer desenvolupament reconegut va ser al cim del Plaza Hotel amb vistes al Central Park de Nova York el 1923. El seu èxit va provocar un ràpid desenvolupament d'apartaments àtics de luxe similars a la majoria de les grans ciutats dels Estats Units els anys següents.
La popularitat dels àtics va derivar dels contratemps que van permetre espais de terrassa exterior privada significativament més grans que els tradicionals balcons en voladís. A causa de la conveniència de disposar d'espai exterior, es van començar a dissenyar edificis amb contratemps que poguessin acollir la urbanització d'apartaments i terrasses en els seus nivells superiors.
Els àtics moderns poden tenir o no terrasses. L'espai de la planta superior es pot dividir entre diversos apartaments, o un únic apartament pot ocupar una planta sencera. Els àtics solen tenir el seu propi accés privat on l'accés a qualsevol terrat, terrassa i qualsevol contratemps adjacent es controla exclusivament.

## Disseny

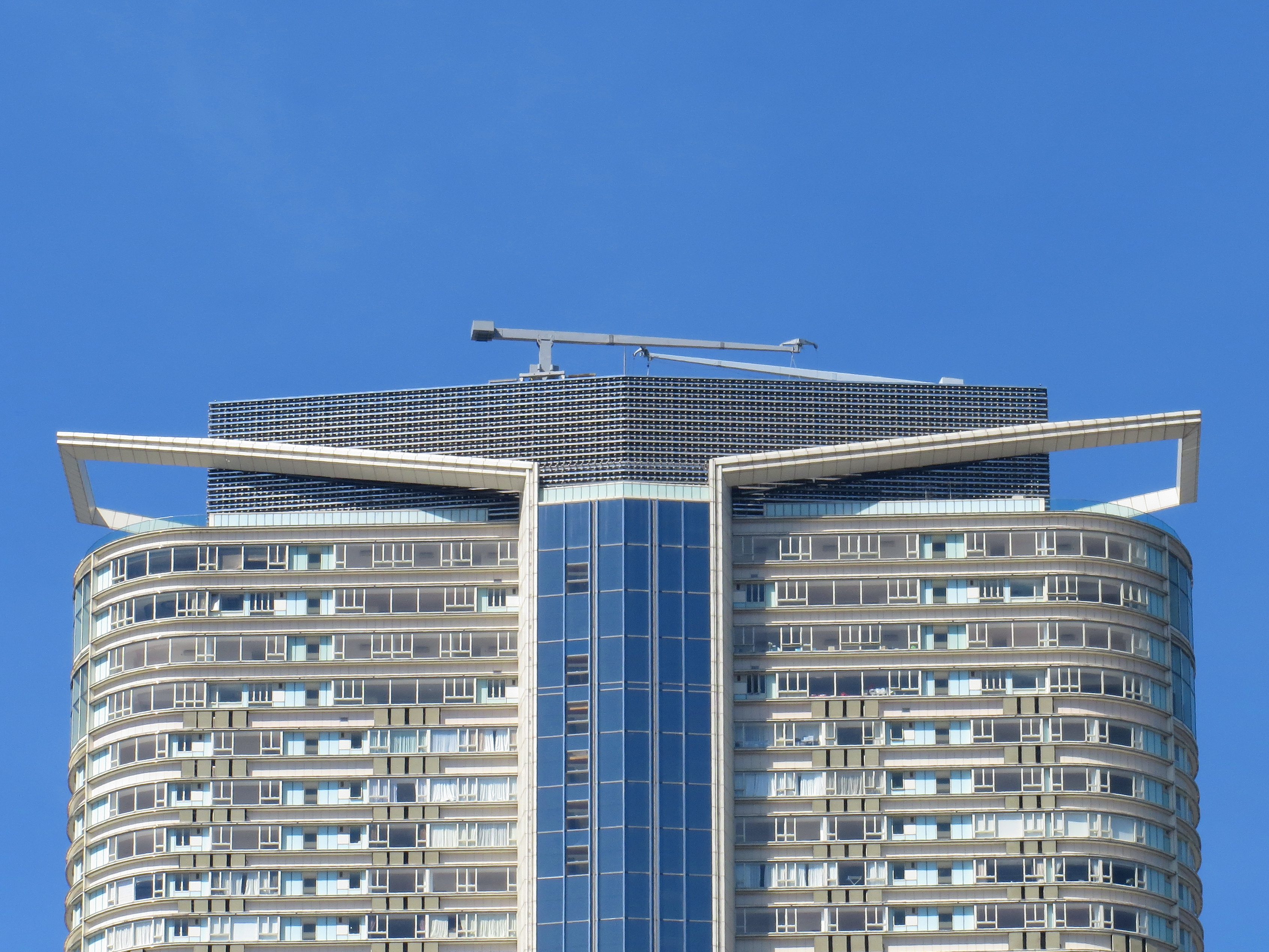
Penthouses ubicats als pisos superiors de The Masterpiece a Hong Kong

Els penthouses també es diferencien per comoditats de luxe, com electrodomèstics d'alta gamma, accessoris dels millors materials, luxosos sistemes de pisos i més.
Les característiques que no es troben a la majoria dels apartaments de l'edifici poden incloure una entrada privada o un ascensor, o sostres més alts/voltats. En els edificis que consisteixen principalment en apartaments d'un sol nivell, els penthouses es poden distingir per tenir dos o més nivells. També poden tenir característiques com terrassa, llar de foc, més àrea de pis, finestres de grans dimensions, múltiples suites principals, espai d'estudi/oficina, jacuzzis i més. Poden estar equipats amb cuines de luxe amb electrodomèstics d'acer inoxidable, taulells de granit, barra d'esmorzar/illa entre d'altres.

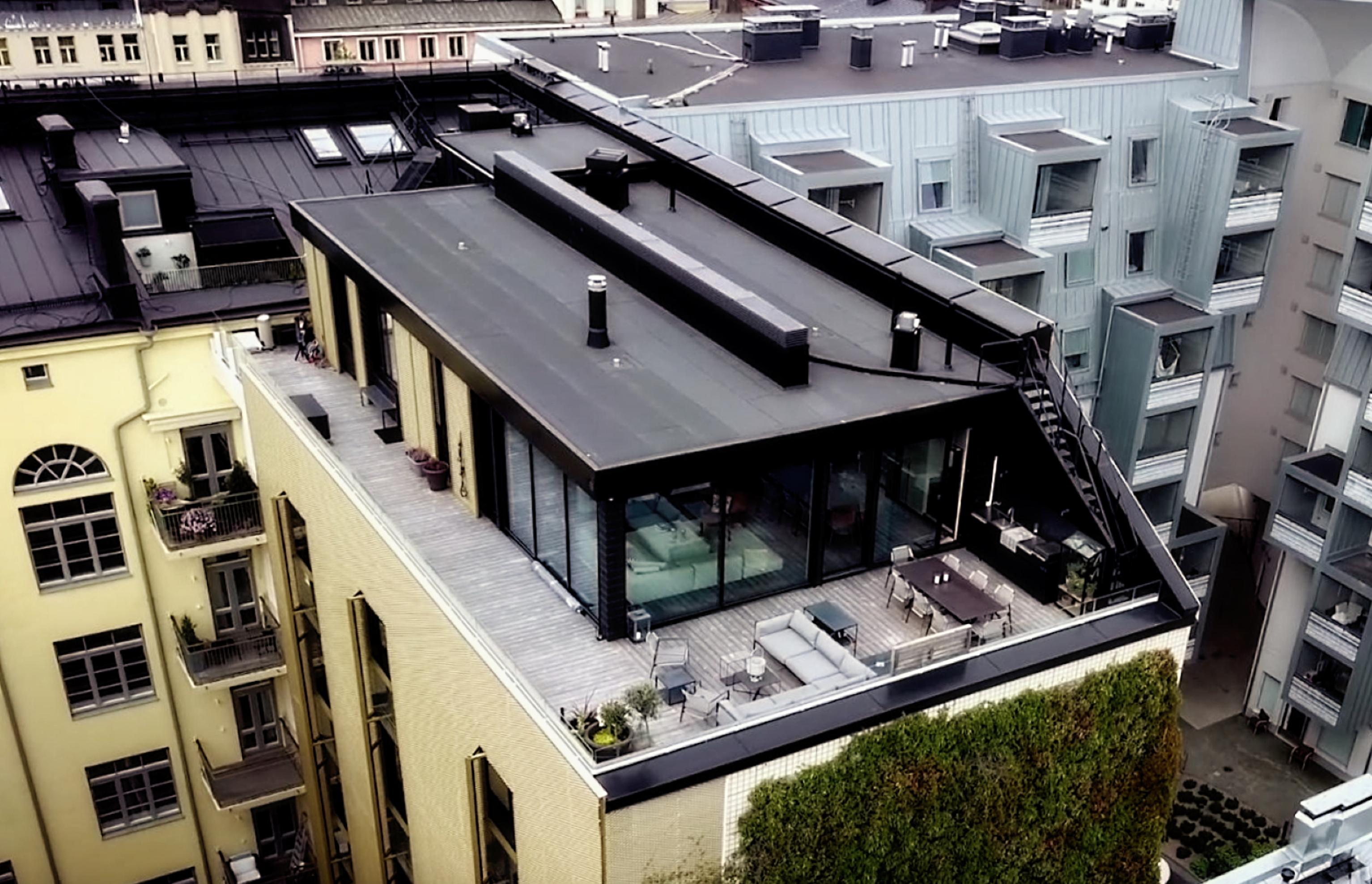
Àtic de luxe a Hèlsinki, Finlàndia

Els residents dels penthouses solen tenir belles vistes de l'horitzó de la ciutat. L'accés a un penthouse generalment es proporciona mitjançant un ascensor independent. Els residents també poden accedir a una sèrie de serveis de l'edifici, com la recollida i el lliurament de tot, des de la neteja en sec fins al sopar; reserves a restaurants i esdeveniments fetes pel personal de l'edifici; i altres serveis de consergeria.
Per exemple: el penthouse a la planta superior de Robert AM Stern's 15 Central Park West, edifici d'apartaments de vint pisos a Nova York, té les instal·lacions següents:
- Ubicat en una terrassa al terrat, el penthouse té una vista de l'horitzó de Midtown Manhattan i als seus peus hi ha tota la geometria de Central Park.
- El sostre del penthouse es va construir per tenir tretze peus i mig d'alçada. Les finestres es van fer per ser tan altes i amples com fos possible.
- Cada secció del penthouse va ser moblada amb materials únics. Per a la galeria d'entrada: terres de marbre i panells de pergamí emmarcats amb caoba. Per a la biblioteca: pal de rosa del Brasil. Per al menjador: estuc venecià. Per al dormitori principal: guix arrissat. Per a la cuina: laca verda jaguar, bambú i vidre texturitzat. Per a l'interior de les xemeneies: maons llargs i estrets del segle xix importats de França.

Aquest àtic de luxe té un sistema tecnològic molt sofisticat. Es va instal·lar un anemòmetre al sostre per mesurar la velocitat del vent perquè el tendal de lona de les terrasses es pugui retreure i no es desprengui de l'exaltada façana de l'àtic. Es van utilitzar sensors d'humitat per detectar una fugida, enviant automàticament un correu electrònic als administradors de l'edifici. Els sensors de temperatura, subjectes a les canonades, envien un correu electrònic quan la temperatura es desvia tan sols un grau de temperatura establerta pel client.